# 2004 KV18
2004 KV18, também escrito como 2004 KV18, é um troiano de Netuno que tem o mesmo período orbital que Netuno em seu ponto de Lagrange L5. Ele possui uma magnitude absoluta de 8,9 e tem um diâmetro com cerca de 73 km.

## Descoberta
2004 KV18 foi descoberto no ano de 2004.

## Órbita
A órbita de 2004 KV18 tem uma excentricidade de 0,188 e possui um semieixo maior de 30,276 UA. O seu periélio leva o mesmo a uma distância de 24,596 UA em relação ao Sol e seu afélio a 35,956 UA.